# 阿卜杜勒阿齐兹·达伍德·胡达比尔迪
阿卜杜勒阿齐兹·达伍德·胡达比尔迪（1977年3月7日—），又名扎希德，叙利亚陆军准将，指挥第133师，此前为突厥斯坦伊斯兰党叙利亚分支埃米尔。胡达比尔迪生于中华人民共和国新疆维吾尔自治区温宿县，2010年加入突厥斯坦伊斯兰党，2010至12年在阿富汗接受训练，2012年前往叙利亚参与内战，经历46号基地围困战、2024年阿勒颇战役等战役。